# 鹿野祐嗣
鹿野 祐嗣（しかの ゆうじ、1988年 - ）は、日本の哲学者、ドゥルーズ研究者。学位は、博士（文学）（早稲田大学・2017年）。早稲田大学文化構想学部非常勤講師を経て現在、神戸大学大学院国際文化学研究科助教。デリダ研究者藤本一勇（早稲田大学）の弟子。

## 概要
2020年2月21日、ジル・ドゥルーズについての博士論文をまとめた単著『「意味の論理学」の注釈と研究 --出来事、運命愛、そして永久革命--』を岩波書店より刊行。同書はジル・ドゥルーズの初期哲学を代表する著作である『意味の論理学』について文献学的方法によって注釈を行い、その政治性を明らかにする内容である。
同書について哲学者の鈴木泉（東京大学）は「かつて中世の僧院において無神論の種が蒔かれたように、ドゥルーズ注解＝解凍作業が永久革命の夢を指示する。」と、精神分析学者の立木康介（京都大学）は「夜が明ける。哲学と精神分析がすれ違い続けた夜が。哲学者たちよ、これが精神分析だ。精神分析家たちよ、これが哲学だ。そしてすべての読者たちよ、これがドゥルーズだ。」と、それぞれ言葉を寄せた。また、中世哲学者の山内志朗（慶應大学）はTwitter上で「祝福し、快哉せよ！、暗闇に哲学の星（stella philosophica）が現れた。」（原文ママ）と同書に最大限の賛辞を送った。

## 経歴
- 2020年10月 - 現在 神戸大学大学院国際文化学研究科 助教
- 2019年4月 - 2020年9月 早稲田大学 総合人文科学研究センター 招聘研究員
- 2017年4月 - 2019年9月 早稲田大学 文化構想学部 非常勤講師
- 2016年4月 - 2019年3月 日本学術振興会 特別研究員PD
- 2014年4月 - 2016年3月 日本学術振興会 特別研究員DC2
- 2012年4月 - 2016年3月 早稲田大学 文学研究科 表象・メディア論コース 博士課程
- 2013年9月 - 2014年8月 パリ第一大学 哲学部 博士課程
- 2010年4月 - 2012年3月 早稲田大学 文学研究科 表象・メディア論コース 修士課程
- 2006年4月 - 2010年3月 早稲田大学 第一文学部 総合人文学科 文芸専修

## 出版物
- 『「意味の論理学」の注釈と研究 --出来事、運命愛、そして永久革命--』、2020年、岩波書店

## 博士論文
- 鹿野祐嗣『ドゥルーズの『意味の論理学』の注釈と研究 : 出来事、運命愛、そして永久革命』 早稲田大学〈博士(文学) 32689甲第5176号〉、2017年。hdl:2065/00056222。NAID 500001077554。